# I. e. 518
Évszázadok: i. e. 7. század – i. e. 6. század – i. e. 5. század
Évtizedek: i. e. 560-as évek – i. e. 550-es évek – i. e. 540-es évek – i. e. 530-as évek – i. e. 520-as évek – i. e. 510-es évek – i. e. 500-as évek – i. e. 490-es évek – i. e. 480-as évek – i. e. 470-es évek – i. e. 460-as évek
Évek: i. e. 523 – i. e. 522 – i. e. 521 – i. e. 520 –  i. e. 519 – i. e. 518 – i. e. 517 – i. e. 516 – i. e. 515 – i. e. 514 – i. e. 513

## Események
- I. Dareiosz perzsa nagykirály kivégezteti a lázadó Arüandész egyiptomi satrapát
- I. Dareiosz perzsa király befejezi a Nílust a Vörös-tengerrel összekötő csatorna építését.

## Születések
- Pindarosz görög költő.